# Lajos Drahos
Lajos Drahos (* 7. März 1895 in Budafok, Königreich Ungarn; † 2. Juni 1983 in Budapest) war ein ungarischer Politiker.

## Leben
Drahos arbeitete zunächst als Bauarbeiter, begann sich nach seinem Eintritt in den Zentralverband der Eisen- und Metallarbeiter 1913 auch als Gewerkschaftsfunktionär zu engagieren und wurde 1915 Vertrauensmann in den Manfréd-Weiss-Fabriken. Zur Zeit der Föderativen Ungarischen Sozialistischen Räterepublik war er 1919 Soldat des Roten Eisenbahn-Regiments. Später war er von 1926 bis 1938 Mitglied des Organisationskomitees des Gewerkschaftsbundes in Csepel, ehe er 1938 nach seiner Verhaftung und anschließenden Verurteilung aus diesem Bezirk verbannt wurde. 1944 trat er in die Ungarische Kommunistische Partei (MKP) ein und beteiligte sich Ende 1944 an der Widerstandsbewegung in Csepel.
Nach dem Ende des Zweiten Weltkrieges wurde er im Herbst 1945 Mitglied des Komitees der Eisen- und Metallarbeiter im Bezirk Csepel und war bis Herbst 1948 deren Vizepräsident. Zugleich wurde er 1945 Mitglied des Parlaments (Országgyűlés) und gehörte diesem bis 1951 an.
1946 erfolgte seine Wahl zum Mitglied des Zentralkomitees (ZK), dem er auch nach der Umbenennung der Kommunistischen Partei in Partei der Ungarischen Werktätigen (MDP) noch bis 1954 angehörte. Vom 23. August 1949 bis zum 18. Mai 1951 war Drahos Präsident des ungarischen Parlaments.
Im Anschluss war er von Mai 1951 bis zu seiner Versetzung in den Ruhestand im März 1955 Botschafter in der Volksrepublik Polen.
Nach dem Ungarischen Volksaufstand von 1956 half er bei der Neuorganisation der MDP zur Ungarischen Sozialistischen Arbeiterpartei (MSZMP) und war zuletzt Vizepräsident der Gewerkschaft der Arbeiter in der Eisen-, Metall- und Elektroindustrie (VFVDS).